# Kim Gun-mo
Kim Gun-mo (kor. 김건모, ur. 13 stycznia 1968 w Pusan) – koreański piosenkarz muzyki pop i kompozytor, aktywny w przemyśle rozrywkowym od 1992 roku. Kim Gun-mo należy do jednych z piosenkarzy z największą liczbą sprzedanych albumów w Korei Południowej.

## Życiorys
Dorastał w mieście Hwagok-dong. Szkołę podstawową, gimnazjum i liceum ukończył w Hwagok. W wieku czterech lat zaczął uczęszczać na lekcje grania na fortepianie. Na ostatnim roku szkoły średniej zainteresował się muzyką pop. W 1986 roku uczęszczał do Szkoły Artystycznej w Seulu na profilu muzycznym i rozpoczął studia podczas odbywania służby wojskowej. Studiował muzykę afrykańską i koreańską. Jest z wyznania chrześcijaninem.
Jego debiutancki album z 1992 roku, zatytułowany Kimg Gun Mo 1 sprzedał się w ponad milionowym nakładzie. Drugi album 핑계 z 1993 roku został nagrany w stylu reggae. Trzeci album studyjny Wrongful Meeting (kor. 잘못된 만남) z 1995 roku, osiągnąwszy nakład szacowany na liczbę 2 milionów 800 tysięcy – 3 milionów 300 tysięcy egzemplarzy, został wpisany do Księgi Rekordów Guinnessa jako najlepiej sprzedający się album muzyczny w Korei Południowej wszech czasów. Czwarty album studyjny Exchange z 1996 roku nie odniósł sukcesu komercyjnego ze względu na krytykę jaką poddano artystę w wyniku eksperymentowania z różnymi gatunkami muzycznymi. Piąty album Myself z 1998 roku sprzedał się w ponad milionowym nakładzie. Szósty album Growning z 1999 roku nie odniósł sukcesu w sprzedaży. Ósmy album  Hestory z 2003 roku sprzedał się w nakładzie 487 tysięcy egzemplarzy.

## Dyskografia
Wybrana twórczość

### Albumy studyjne
- 1992: Kim Gun Mo 1
- 1993: Ping Ge (kor. 핑계)
- 1995: Jalmotdoen Mannam (kor. 잘못된 만남)
- 1996: Exchange
- 1998: Myself
- 1999: Growing
- 2001: Another Days
- 2003: Hestory
- 2004: Kim Gun Mo 9
- 2005: BE Like...
- 2007: Style Album
- 2008: Soul Groove
- 2009: Everything's Gonna Be Alright